# Haus Kotzenberg
Das Haus Kotzenberg ist ein Bauwerk in Darmstadt. 

## Geschichte und Beschreibung
Das Haus Kotzenberg wurde in den Jahren 1911/1912 nach Plänen des Architekten Wilhelm Koban erbaut. In der Villa residierte der norwegische Konsul in Darmstadt Karl Kotzenberg. Die aufwendige Villa erinnert an norwegische Vorbilder. Typisch für diesen Stil sind das weit heruntergezogene biberschwanzgedeckte Dach mit den zwei ausgebauten Vollgeschossen.
Bemerkenswert sind die aufwendige Gestaltung der Fenster (vor allem im Bereich der Gauben und der Giebelfenster), die großflächige Verschindelung des Giebels mit Holzschindeln, der Sockel aus Bruchsteinmauerwerk und die Gestaltung der Säulen im Eingangsbereich; wo das Erdgeschoss zurückspringt, zugunsten einer kleinen Eingangsterrasse, wie sie für Landhäuser dieser Zeit typisch ist.

## Haus Kotzenberg heute
Das Haus Kotzenberg dient heute als Verbindungshaus des Corps Hassia. Die Eigentümer der Villa bemühen sich seit dem Jahr 1988 um die denkmalgerechte Wiederherstellung der historischen Gartenanlage mit dem buchsbaumheckengesäumten Umgang ums Haus; unter Einbeziehung eines nachträglichen Anbaus.